# Andreas Kron
Andreas Lorentz Kron (n. 1 iunie 1998, Comuna Albertslund, Regiunea Hovedstaden, Danemarca) este un ciclist profesionist danez, care în prezent concurează pentru echipa UCI WorldTeam Lotto–Dstny.

## Rezultate în Marile Tururi

### Turul Franței
1 participare
- 2022: locul 72

### Turul Spaniei
2 participări
- 2021: câștigător al etapei a 19-a, locul 68
- 2023: câștigător al etapei a 2-a